# Ángel Valbuena Briones
Ángel Valbuena Briones (* 11. Januar 1928 in Madrid; † 5. Februar 2014 in Hockessin) war ein US-amerikanischer Romanist und Hispanist spanischer Herkunft.

## Leben
Ángel Julián Valbuena, Sohn von Ángel Valbuena Prat, studierte an der Universität Murcia (Abschluss 1949) und wurde 1952 an der Universität Complutense Madrid promoviert. Er war von 1953 bis 1955 Lecturer an der Universität Oxford, lehrte dann in Madrid, ging 1956 als Visiting Lecturer an die University of Wisconsin und war von 1958 bis 1960 Assistant Professor an der Yale University.
Valbuena war von 1960 bis 1999 Elias Ahuja Professor für Spanische Literatur an der University of Delaware. 1963 erwarb er in Wilmington (Delaware) die US-amerikanische Staatsbürgerschaft. Er veröffentlichte unter dem Namen Ángel Valbuena Briones.
Valbuena war bekannt als Kenner und Herausgeber der Werke von Calderón de la Barca.

## Werke
- Literatura hispanoamericana, Barcelona 1952, 1962, 1967, 1969 (Teil von: Ángel Valbuena Prat, Historia de la literatura española)
- (mit Luis Hernández Aquino) Nueva poesía de Puerto Rico, 1952
- Ensayo sobre la obra de Calderón, Madrid 1958, 1968
- Perspectiva crítica de los dramas de Calderón, Madrid 1965
- Ideas y palabras, New York 1968
- Calderón y la comedia nueva, Madrid 1977